# Zick Zack (singel)
Zick Zack är en singel av Rammstein från deras åttonde studioalbum Zeit. Singeln lanserades först digitalt den 7 april 2022 för att den 13 april lanseras i fysiskt format.
Musikvideon, som regisserades av Jörn Heitmann, hade premiär den 7 april 2022.

## Låtlista
Alla låtar är skrivna och komponerade av Rammstein, om inte annat anges. 
| Nr | Titel                           | Längd |
| -- | ------------------------------- | ----- |
| 1. | Zick Zack                       | 4:04  |
| 2. | Zick Zack (remix by Boys Noize) | 4:00  |